# 蒂納 (密蘇里州)
蒂納（英語：Tina）是位於美國密蘇里州卡羅爾縣的村。

## 人口
根據2020年美國人口普查的數據，蒂納的面積為0.83平方千米，皆為陸地。當地共有人口139人，而人口密度為每平方千米167人。